# ژول هوروویتس
 ژول هوروویتس (انگلیسی: Jules Horowitz؛ زاده ۱۹۲۱ درگذشته ۱۹۹۵) یک فیزیک‌دان اهل فرانسه بود. 